# 江佩欣
江佩欣（1989年9月29日—），台灣女子羽毛球選手。

## 簡歷
江佩欣在小三升小四時，參加了永吉國小兩年一次的校隊選拔，自此開始打羽毛球。在松山高中時期，她曾連續兩屆贏得全中運的女單銀牌，也是亞青、世青的代表。她在2008年高中畢業後入讀台北市立體育學院，並在2009年加入土地銀行羽球隊。
2013年6月，江佩欣打進馬爾代夫羽毛球國際挑戰賽女單準決賽，最後負於加拿大的李文珊出局。

## 主要比賽成績
| 年份   | 賽事                     | 公開賽級別 | 項目     | 搭檔 | 成績   |
| ------ | ------------------------ | ---------- | -------- | ---- | ------ |
| 2010年 | 高雄羽球國際挑戰賽       | 國際挑戰賽 | 女子單打 | －   | 亞軍   |
| 2013年 | 馬爾代夫羽毛球國際挑戰賽 | 國際挑戰賽 | 女子單打 | －   | 準決賽 |
| 2014年 | 瑪利拜朗羽毛球國際賽     | 國際系列賽 | 女子單打 | －   | 亞軍   |

| 2007-2017年 | 首要超級賽 | 超級賽 | 黃金大獎賽 | 大獎賽 | 國際挑戰賽 | 國際系列賽 | 未來系列賽 | 其他 |

## 外部連結
- 江佩欣的Facebook專頁